# Муленберг-Парк (Пенсільванія)
Муленберг-Парк (англ. Muhlenberg Park) — переписна місцевість (CDP) в США, в окрузі Беркс штату Пенсільванія. Населення — 1544 особи (2020).

## Географія
Муленберг-Парк розташований за координатами 40°23′12″ пн. ш. 75°56′23″ зх. д. / 40.38667° пн. ш. 75.93972° зх. д. (40.386665, -75.939853).  За даними Бюро перепису населення США в 2010 році переписна місцевість мала площу 1,53 км², уся площа — суходіл.

## Демографія
Згідно з переписом 2010 року, у переписній місцевості мешкало 1420 осіб у 616 домогосподарствах у складі 430 родин. Густота населення становила 927 осіб/км².  Було 636 помешкань (415/км²).
Расовий склад населення:
| - 93,3 % — білих - 2,6 % — чорних або афроамериканців - 0,1 % — корінних американців - 0,1 % — азіатів - 2,4 % — осіб інших рас |

До двох чи більше рас належало 1,4 %. Частка іспаномовних становила 8,7 % від усіх жителів.
За віковим діапазоном населення розподілялося таким чином: 15,2 % — особи молодші 18 років, 56,3 % — особи у віці 18—64 років, 28,5 % — особи у віці 65 років та старші. Медіана віку мешканця становила 51,6 року. На 100 осіб жіночої статі у переписній місцевості припадало 94,0 чоловіків;  на 100 жінок у віці від 18 років та старших — 88,1 чоловіків також старших 18 років.
Середній дохід на одне домашнє господарство  становив 63 481 долар США (медіана — 49 452), а середній дохід на одну сім'ю — 69 438 доларів (медіана — 62 869). За межею бідності перебувало 6,3 % осіб, у тому числі 8,6 % дітей у віці до 18 років та 3,0 % осіб у віці 65 років та старших.
Цивільне працевлаштоване населення становило 997 осіб. Основні галузі зайнятості: виробництво — 20,7 %, роздрібна торгівля — 19,8 %, освіта, охорона здоров'я та соціальна допомога — 17,5 %.